# Джи-Лига НБА
Джи-Лига НБА (англ. NBA G League; ранее Лига развития НБА (англ. NBA Development League (NBA D League)) — низшая лига Национальной баскетбольной ассоциации для фарм-клубов. Была создана осенью 2001 года, как независимый турнир для 8 команд под названием «Национальная баскетбольная лига развития» (англ. National Basketball Development League (NBDL)). В 2005 году был произведён первый ребрендинг турнира, а комиссар НБА Дэвид Стерн объявил о планах расширения лиги, где каждый клуб будет привязан к одной или нескольким командам из НБА. В 2017 году лига произвела второй ребрендинг, поменяв название на нынешнее, в рамках многолетнего партнёрства с Gatorade. На начало сезона 2019/2020 лига состояла из 28 команд. 12 марта 2020 года из-за пандемии коронавируса сезон был приостановлен, а 4 июня было объявлено об отмене оставшихся игр сезона.

## Команды

### Состав лиги
| Команда                   | Город                                        | Дивизион              | Арена                                          | Вместимость           | Основан               | В лиге с              | Клуб НБА                    |                       |
| Восточная конференция     | Восточная конференция                        | Восточная конференция | Восточная конференция                          | Восточная конференция | Восточная конференция | Восточная конференция | Восточная конференция       | Восточная конференция |
| ------------------------- | -------------------------------------------- | --------------------- | ---------------------------------------------- | --------------------- | --------------------- | --------------------- | --------------------------- | --------------------- |
| Кэпитал-Сити Гоу-Гоу      | Вашингтон                                    | Восток                | Entertainment and Sports Arena                 | 4200                  | 2018                  | 2018                  | Вашингтон Уизардс           |                       |
| Кливленд Чардж            | Кливленд, Огайо                              | Центр                 | Wolstein Center                                | 8500                  | 2001                  | 2001                  | Кливленд Кавальерс          |                       |
| Колледж-Парк Скайхокс     | Колледж-Парк, Джорджия                       | Восток                | Gateway Center Arena                           | 3500                  | 2017                  | 2017                  | Атланта Хокс                |                       |
| Делавэр Блю Коатс         | Уилмингтон, Делавэр                          | Восток                | Chase Fieldhouse                               | 2500                  | 2007                  | 2007                  | Филадельфия Севенти Сиксерс |                       |
| Форт-Уэйн Мэд Энтс        | Форт-Уэйн, Индиана                           | Центр                 | Allen County War Memorial Coliseum             | 13000                 | 2007                  | 2007                  | Индиана Пэйсерс             |                       |
| Гранд-Рапидс Голд         | Гранд-Рапидс, Мичиган                        | Центр                 | Van Andel Arena                                | 11500                 | 2006                  | 2006                  | Денвер Наггетс              |                       |
| Гринсборо Сворм           | Гринсборо, Северная Каролина                 | Юг                    | Greensboro Coliseum Fieldhouse                 | 2500                  | 2016                  | 2016                  | Шарлотт Хорнетс             |                       |
| Лейкленд Мэджик           | Лейкленд, Флорида                            | Юг                    | RP Funding Center                              | 8178                  | 2008                  | 2008                  | Орландо Мэджик              |                       |
| Лонг-Айленд Нетс          | Юниондейл, Нью-Йорк                          | Восток                | Нассау Колизеум                                | 13500                 | 2016                  | 2016                  | Бруклин Нетс                |                       |
| Мэн Селтикс               | Портленд, Мэн                                | Восток                | Portland Exposition Building                   | 3100                  | 2009                  | 2009                  | Бостон Селтикс              |                       |
| Мотор-Сити Круз           | Детройт, Мичиган                             | Центр                 | Wayne State Fieldhouse                         | 3000                  | 2003                  | 2006                  | Детройт Пистонс             |                       |
| Рэпторс 905               | Миссиссога, Онтарио                          | Восток                | Paramount Fine Foods Centre                    | 5000                  | 2015                  | 2015                  | Торонто Рэпторс             |                       |
| Уэстчестер Никс           | Уайт-Плейнс, Нью-Йорк Бриджпорт, Коннектикут | Восток                | Westchester County Center Total Mortgage Arena | 5000 9000             | 2014                  | 2014                  | Нью-Йорк Никс               |                       |
| Винди-Сити Буллз          | Хофмен-Эстейтс, Иллинойс                     | Центр                 | Now Arena                                      | 10000                 | 2016                  | 2016                  | Чикаго Буллз                |                       |
| Висконсин Херд            | Ошкош, Висконсин                             | Центр                 | Oshkosh Arena                                  | 3500                  | 2017                  | 2017                  | Милуоки Бакс                |                       |
| Западная конференция      |                                              |                       |                                                |                       |                       |                       |                             |                       |
| Остин Спёрс               | Сидар-Парк, Техас                            | Юг                    | H-E-B Center at Cedar Park                     | 7200                  | 2001                  | 2001                  | Сан-Антонио Спёрс           |                       |
| Бирмингем Сквадрон        | Бирмингем, Алабама                           | Юг                    | Legacy Arena                                   | 17654                 | 2019                  | 2019                  | Нью-Орлеан Пеликанс         |                       |
| Мехико-Сити Капитанес     | Мехико, Мексика                              | Юг                    | Mexico City Arena                              | 22300                 | 2017                  | 2021                  | Нет                         |                       |
| Айова Вулвз               | Де-Мойн, Айова                               | Центр                 | Wells Fargo Arena                              | 16110                 | 2007                  | 2007                  | Миннесота Тимбервулвз       |                       |
| Мемфис Хастл              | Саутхейвен, Миссисипи                        | Юг                    | Landers Center                                 | 8362                  | 2017                  | 2017                  | Мемфис Гриззлис             |                       |
| Оклахома-Сити Блю         | Оклахома-Сити, Оклахома                      | Запад                 | Пэйком-центр                                   | 18203                 | 2001                  | 2001                  | Оклахома-Сити Тандер        |                       |
| Сан-Диего Клипперс        | Ошенсайд, Калифорния                         | Запад                 | Фронтвейв Арена                                | 7500                  | 2017                  | 2017                  | Лос-Анджелес Клипперс       |                       |
| Рио-Гранде Вэллей Вайперс | Эдинберг, Техас                              | Юг                    | Bert Ogden Arena                               | 9000                  | 2007                  | 2007                  | Хьюстон Рокетс              |                       |
| Солт-Лейк-Сити Старз      | Уэст-Валли-Сити, Юта                         | Запад                 | Маверик-центр                                  | 12500                 | 1997                  | 2006                  | Юта Джаз                    |                       |
| Санта-Круз Уорриорз       | Санта-Круз, Калифорния                       | Запад                 | Kaiser Permanente Arena                        | 2505                  | 1995                  | 2006                  | Голден Стэйт Уорриорз       |                       |
| Су-Фолс Скайфорс          | Су-Фолс, Южная Дакота                        | Центр                 | Sanford Pentagon                               | 3250                  | 1989                  | 2006                  | Майами Хит                  |                       |
| Саут-Бей Лейкерс          | Эль-Сегундо, Калифорния                      | Запад                 | UCLA Health Training Center                    | 750                   | 2006                  | 2006                  | Лос-Анджелес Лейкерс        |                       |
| Стоктон Кингз             | Стоктон, Калифорния                          | Запад                 | Stockton Arena                                 | 11193                 | 2008                  | 2008                  | Сакраменто Кингз            |                       |
| Техас Лэджендс            | Фриско, Техас                                | Юг                    | Comerica Center                                | 4500                  | 2006                  | 2006                  | Даллас Маверикс             |                       |

## Чемпионы
| Сезон   | Победитель                | Счёт                                | Финалист                  |
| ------- | ------------------------- | ----------------------------------- | ------------------------- |
| 2001/02 | Гринвилл Грув             | 2-0 (81:63, 75:68)                  | Норт-Чарлстон Лоугейторс  |
| 2002/03 | Мобил Ревелерс            | 2-1 (92:82, 71:77, 75:72)           | Фейетвилл Пэтриотс        |
| 2003/04 | Ашвилл Алтитьюд           | 1-0 (108:106 (OT))                  | Хантсвилл Флайт           |
| 2004/05 | Ашвилл Алтитьюд           | 1-0 (90:67)                         | Коламбус Ривердрагонс     |
| 2005/06 | Альбукерке Тандербёрдс    | 1-0 (119:108)                       | Форт-Уэрт Флайерз         |
| 2006/07 | Дакота Уизардс            | 1-0 (129:121 (OT))                  | Колорадо Фотинерс         |
| 2007/08 | Айдахо Стэмпид            | 2-1 (89:95, 90:89, 108:101)         | Остин Торос               |
| 2008/09 | Колорадо Фотинерс         | 2-0 (136:131, 123:104)              | Юта Флэш                  |
| 2009/10 | Рио-Гранде Вэллей Вайперс | 2-0 (124:107, 94:91)                | Талса Сиксти Сиксерс      |
| 2010/11 | Айова Энерджи             | 2-1 (123:106, 122:141, 119:111)     | Рио-Гранде Вэллей Вайперс |
| 2011/12 | Остин Торос               | 2-1 (101:109 (OT), 113:94, 122:110) | Лос-Анджелес Ди-Фендерс   |
| 2012/13 | Рио-Гранде Вэллей Вайперс | 2-0 (112:102, 102:91)               | Санта-Круз Уорриорз       |
| 2013/14 | Форт-Уэйн Мэд Энтс        | 2-0 (102:92, 119:113)               | Санта-Круз Уорриорз       |
| 2014/15 | Санта-Круз Уорриорз       | 2-0 (119:115, 109:96)               | Форт-Уэйн Мэд Энтс        |
| 2015/16 | Су-Фолс Скайфорс          | 2-1 (104:99, 102:109, 91:63)        | Лос-Анджелес Ди-Фендерс   |
| 2016/17 | Рэпторс 905               | 2-1 (106:119, 95:85, 122:96)        | Рио-Гранде Вэллей Вайперс |
| 2017/18 | Остин Спёрс               | 2-0                                 | Рэпторс 905               |
| 2018/19 | Рио-Гранде Вэллей Вайперс | 2-1                                 | Лонг-Айленд Нетс          |
| 2019/20 | Сезон отменён             | Сезон отменён                       | Сезон отменён             |
| 2020/21 | Лейкленд Мэджик           | 1-0 (97:78)                         | Делавэр Блю Коатс         |

Примечания:

В сезонах 2001/02 и 2002/03, (а также начиная с сезона 2007/08) чемпион определялся в серии игр до двух побед.

Сезон 2019/20 отменён из-за пандемии коронавируса.

## История команд в лиге
Существующие команды выделены бежевым
Бывшие команды выделены синим
Будущие команды выделены зелёным

## Матч всех звёзд лиги развития
Основная статья: Матч всех звёзд лиги развития НБА

## Награды

### Самый ценный игрок
- 2001/02 Энсу Сисэй, Гринвилл Грув
- 2002/03 Девин Браун, Фейетвилл Пэтриотс
- 2003/04 Тиерре Браун, Чарлстон Лоугейторс
- 2004/05 Мэтт Кэрролл, Роанок Даззл
- 2005/06 Маркус Файзер, Остин Торос
- 2006/07 Рэнди Ливингстон, Айдахо Стэмпид
- 2007/08 Касиб Пауэлл, Су-Фолс Скайфорс
- 2008/09 Кортни Симс, Айова Энерджи
- 2009/10 Майк Харрис, Рио-Гранде Вэллей Вайперс
- 2010/11 Кёртис Стинсон, Айова Энерджи
- 2011/12 Джастин Дентмон, Остин Торос
- 2012/13 Эндрю Гудлок, Рио-Гранде Вэллей Вайперс
- 2013/14 Рон Ховард, Форт-Уэйн Мэд Энтс и Отиус Джефферс, Айова Энерджи
- 2014/15 Тим Фрейзер, Мэн Ред Клоз
- 2015/16 Джарнелл Стоукс, Су-Фолс Скайфорс
- 2016/17 Вандер Блю, Лос-Анджелес Ди-Фендерс
- 2017/18 Лорензо Браун, Рэпторс 905
- 2018/19 Крис Буше, Рэпторс 905
- 2019/20 Фрэнк Мейсон III, Висконсин Херд
- 2020/21 Пол Рид, Делавэр Блю Коатс

### Самый ценный игрок финала
- 2015 Эллиот Уильямс, Санта-Круз Уорриорз
- 2016 Джарнелл Стоукс, Су-Фолс Скайфорс
- 2017 Паскаль Сиакам, Рэпторс 905
- 2018 Ник Джонсон, Остин Спёрс
- 2019 Айзея Хартенштейн, Рио-Гранде Вэллей Вайперс
- 2020 Финал не проводился
- 2021 Девин Каннади, Лейкленд Мэджик

### Самый ценный игрок матча всех звёзд
- 2007 Попс Менса-Бонсу, Форт-Уэрт Флайерз
- 2008 Джереми Ричардсон, Форт-Уэйн Мэд Энтс
- 2009 Блэйк Ахерн, Дакота Уизардс и Кортни Симс, Айова Энерджи
- 2010 Брайн Бутч, Бейкерсфилд Джэм
- 2011 Кортни Симс, Айова Энерджи
- 2012 Джеральд Грин, Лос-Анджелес Ди-Фендерс
- 2013 Трэвис Лесли, Санта-Круз Уорриорз
- 2014 Роберт Ковингтон, Рио-Гранде Вэллей Вайперс
- 2015 Андре Эмметт, Форт-Уэйн Мэд Энтс
- 2016 Джиммер Фредетт, Уэстчестер Никс
- 2017 Куинн Кук, Кантон Чардж

С 2018 не вручается.

### Новичок года
- 2001/02 Фред Хаус, Норт-Чарлстон Лоугейторс
- 2002/03 Девин Браун, Фейетвилл Пэтриотс
- 2003/04 Десмонд Пениджер, Ашвилл Алтитьюд
- 2004/05 Джеймс Томас, Роанок Даззл
- 2005/06 Уилл Байнум, Роанок Даззл
- 2006/07 Лу Амундсон, Колорадо Фотинерс
- 2007/08 Блэйк Ахерн, Дакота Уизардс
- 2008/09 Отиус Джефферс, Айова Энерджи
- 2009/10 Алонзо Джи, Остин Торос
- 2010/11 ДеШон Симс, Мэн Ред Клоз
- 2011/12 Эдвин Юбилез, Дакота Уизардс
- 2012/13 Тони Митчелл, Форт-Уэйн Мэд Энтс
- 2013/14 Роберт Ковингтон, Рио-Гранде Вэллей Вайперс
- 2014/15 Тим Фрейзер, Мэн Ред Клоз
- 2015/16 Куинн Кук, Кантон Чардж
- 2016/17 Абдель Надер, Мэн Ред Клоз
- 2017/18 Антонио Блэкини, Винди-Сити Буллз
- 2018/19 Анхель Дельгадо, Агуа-Кальенте Клипперс
- 2019/20 Тремонт Уотерс, Мэн Ред Клоз
- 2020/21 Пол Рид, Делавэр Блю Коатс

### Лучший игрок защиты
- 2001/02 Джефф Майерс, Гринвилл Грув
- 2002/03 Микки Мур, Роанок Даззл
- 2003/04 Карим Шабазз, Чарлстон Лоугейторс
- 2004/05 Деррик Циммерман, Коламбус Ривердрагонс
- 2005/06 Деррик Циммерман, Остин Торос
- 2006/07 Ренальдо Мэйджор, Дакота Уизардс
- 2007/08 Стефан Ласме, Лос-Анджелес Ди-Фендерс и Мухамед Сене, Айдахо Стэмпид
- 2008/09 Брент Петуэй, Айдахо Стэмпид
- 2009/10 Грег Стимсма, Су-Фолс Скайфорс
- 2010/11 Крис Джонсон, Дакота Уизардс
- 2011/12 Стефон Ханна, Дакота Уизардс
- 2012/13 Стефон Ханна, Дакота Уизардс
- 2013/14 ДеАндре Лиггинс, Су-Фолс Скайфорс
- 2014/15 Аарон Крафт, Санта-Круз Уорриорз
- 2015/16 ДеАндре Лиггинс, Су-Фолс Скайфорс
- 2016/17 Уолтер Тавариш, Рэпторс 905
- 2017/18 Ландри Нноко, Гранд-Рапидс Драйв
- 2018/19 Крис Буше, Рэпторс 905
- 2019/20 Крист Кумадже, Делавэр Блю Коатс
- 2020/21 Гэри Пэйтон II, Рэпторс 905

### Лучший игрок атаки
- 2007/08 Моррис Альмонд, Юта Флэш
- 2008/09 Эдди Гилл, Колорадо Фотинерс
- 2009/10 Брайан Бутч, Бейкерсфилд Джэм
- 2010/11 Джефф Эдриен, Рио-Гранде Вэллей Вайперс
- 2011/12 Эрик Доусон, Остин Торос
- 2012/13 Расул Батлер, Талса Сиксти Сиксерс
- 2013/14 Ике Диогу, Бейкерсфилд Джэм
- 2014/15 Джерел МакНил, Бейкерсфилд Джэм
- 2015/16 Райан Гомес, Лос-Анджелес Дифендерс
- 2016/17 Джон Холланд, Кантон Чардж

С 2018 не вручается.

### Самый прогрессивный игрок
- 2009/10 Милдон Эмберс, Айдахо Стэмпид
- 2010/11 Дэр Такер, Нью-Мексико Тандербёрдс
- 2011/12 Кенни Хэйз, Мэн Ред Клоз
- 2012/13 Кэмерон Джонс, Санта-Круз Уорриорз
- 2013/14 Фрэнк Джайнс, Мэн Ред Клоз
- 2014/15 Джо Джексон, Бейкерсфилд Джэм
- 2015/16 Аксель Тупан, Рэпторс 905
- 2016/17 Девондрик Уолкер, Делавэр Эйти Севенерс
- 2017/18 Декуан Джонс, Форт-Уэйн Мэд Энтс
- 2018/19 Майкл Фрейзер II, Рио-Гранде Вэллей Вайперс
- 2019/20 Гэйб Винсент, Су-Фолс Скайфорс
- 2020/21 Энтони Лэмб, Рио-Гранде Вэллей Вайперс

### Тренер года (Деннис ДжонсонТрофи)
- 2006/07 Брайан Гейтс, Айдахо Стэмпид
- 2007/08 Брайан Гейтс, Айдахо Стэмпид
- 2008/09 Куин Снайдер, Остин Торос
- 2009/10 Крис Финч, Рио-Гранде Вэллей Вайперс
- 2010/11 Ник Нёрс, Айова Энерджи
- 2011/12 Эрик Мьюсселман, Лос-Анджелес Дифендерс
- 2012/13 Алекс Дженсен, Кантон Чардж
- 2013/14 Коннер Генри, Форт-Уэйн Мэд Энтс
- 2014/15 Скотт Моррисон, Мэн Ред Клоз
- 2015/16 Дэн Крейг, Су-Фолс Скайфорс
- 2016/17 Джерри Стэкхауз, Рэпторс 905
- 2017/18 Майк Миллер, Уэстчестер Никс
- 2018/19 Уилл Уивер, Лонг-Айленд Нетс
- 2019/20 Мартин Шиллер, Солт-Лейк-Сити Старз
- 2020/21 Стэн Хиз, Лейкленд Мэджик

### Джентльмен года
- 2001/02 Майк Уилкс, Хантсвилл Флайт
- 2002/03 Билли Томас, Гринвилл Грув
- 2003/04 Не вручался
- 2004/05 Не вручался
- 2005/06 Име Удока, Форт-Уэрт Флайерз
- 2006/07 Роджер Пауэлл, Арканзас РимРокерс
- 2007/08 Билли Томас (2), Колорадо Фотинерс
- 2008/09 Уилл Конрой, Альбукерке Тандербёрдс
- 2009/10 Андре Ингрэм, Юта Флэш
- 2010/11 Ларри Оуэнс, Талса Сиксти Сиксерс
- 2011/12 Мозес Эгамб, Айова Энерджи
- 2012/13 Рон Ховард, Форт-Уэйн Мэд Энтс
- 2013/14 Рон Ховард (2), Форт-Уэйн Мэд Энтс
- 2014/15 Ренальдо Мейджор, Бейкерсфилд Джэм
- 2015/16 Скотт Саггс, Рэпторс 905
- 2016/17 Кит Райт, Уэстчестер Никс
- 2017/18 Си-Джей Уильямс, Агуа-Кальенте Клипперс
- 2018/19 Гейб Йорк, Лейкленд Мэджик
- 2019/20 Айвен Рэбб, Уэстчестер Никс
- 2020/21 Гейлен Робинсон-младший, Остин Спёрс